# Praia de Amaralina
O mar da Praia da Amaralina.
A praia de Amaralina está situada no bairro da Amaralina, na capital do estado brasileiro da Bahia, sendo a praia deste bairro que segue a Praia do Praia do Rio Vermelho.
Esta praia inicia após o Quartel de Amaralina, que possui uma pequena praia privada, e vai até junto ao Quiosque das Baianas, onde se encontram muitas vendedoras de acarajé, conhecidas como Baianas de Acarajé e vendedores de água de coco.
Em determinadas épocas do ano, a praia reveste-se de um tapete de algas o que faz com que o cheiro do azeite de dendê (onde são fritados os acarajés) e das algas deixem esta parte da orla com um odor característico.

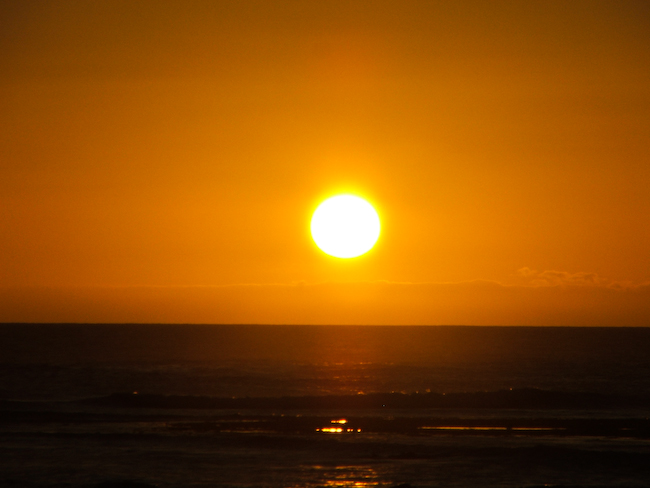
O Sol na Praia da Amaralina.

A praia se encontra a cerca de nove quilômetros do centro, banhada pelo Oceano Atlântico.
Parte da praia é perigosa e de grandes ondas, sendo que a parte mais perto do Quiosque das Baianas é mais apropriada para banhos, ficando o restante da praia dedicada aos jogos de futebol e a prática do surfe.
A partir de 2005 a praia de Amaralina recebeu uma revitalização na orla, através de obras, do Governo do Estado e da Prefeitura. Foram implantadas melhorias na iluminação para práticas de esportes durante a noite, no calçadão da praia para caminhadas e uma revitalização da Praça de Amaralina e na Praça das Baianas.